# Janvier 2007 en sport
Cette page concerne l'actualité sportive du mois de janvier 2007.

## Faits marquants

### Lundi1erjanvier
- Saut à ski, tournée des quatre tremplins : le Suisse Andreas Küttel remporte la deuxième étape de la tournée sur le tremplin de Garmisch-Partenkirchen en Allemagne. Ce concours est le dernier sur le mythique tremplin de Garmish construit pour les Jeux olympiques d'hiver de 1936.

### Mardi2 janvier
- Sport : le suisse Roger Federer se succède à lui-même au classement de Champions des champions mondiaux établi par le journal sportif français L'Équipe. Il devance Tiger Woods et Fernando Alonso.  
Le samedi 30 décembre, le même journal avait élu Laure Manaudou Champions des champions France devant Amélie Mauresmo et Sébastien Loeb.

### Jeudi4 janvier
- Saut à ski, tournée des quatre tremplins : troisième étape à Innsbruck en Autriche : victoire du norvégien Anders Jacobsen.

### Vendredi5 janvier
- Cricket : l'Australie s'impose dans le défi des Ashes face à l'Angleterre en gagnant les cinq tests de la série. C'est la première victoire de ce type depuis 1921.
- Hockey sur glace : le Canada remporte les championnats du monde juniors en s'imposant en finale face à la Russie, 4-2. Les États-Unis enlèvent le bronze.
- Tennis, Hopman Cup : victoire de l'équipe russe composée de Dmitri Toursounov et Nadia Petrova sur l'équipe d'Espagne par 2 à 1.

### Samedi6 janvier
- Automobile-Moto : départ de Lisbonne du vingt-neuvième Rallye Dakar .
- Saut à ski, tournée des quatre tremplins : dernière étape à Bischofshofen  en Autriche. Le Norvégien Anders Jacobsen remporte la tournée grâce à sa 2e place de la dernière étape derrière l'Autrichien Gregor Schlierenzauer.
- Football américain, Play-Offs NFL , Tour Wild Cards :
  - Kansas City 8-23 Indianapolis
  - Dallas 20-21 Seattle

### Dimanche7 janvier
- Football américain, Play-Offs NFL, Tour Wild Cards :
  - N.Y. Jets 16-37 New England;
  - N.Y. Giants 20-23 Philadelphia.
- Ski de fond : dernière étape du Tour de Ski à Val di Fiemme en Italie. L'allemand Tobias Angerer remporte le classement final. Chez les femmes, victoire de la finlandaise Virpi Kuitunen.
- Tennis : le Croate Ivan Ljubičić remporte le simple messieurs du tournoi de Doha au Qatar, succédant au Suisse Roger Federer, vainqueur du premier tournoi de l'année en 2006. La paire Mikhail Youzhny/Nenad Zimonjić s'adjuge le double messieurs.

### Lundi8 janvier
- Football américain : les Florida Gators remportent le titre NCAA en s'imposant 41-14 face aux Ohio State Buckeyes lors du BCS National Championship.

### Mardi9 janvier
- Baseball : Tony Gwynn des Padres de San Diego et Cal Ripken, Jr. des Orioles de Baltimore sont élus au temple de la renommée du baseball.

### Jeudi11 janvier
- Football : David Beckham signe un contrat de cinq ans en faveur  du Los Angeles Galaxy. Le contrat avec le club californien entrera en vigueur à la fin de la saison et Beckham touchera 250 millions d'euros, ce qui fera de lui le sportif le mieux payé des États-Unis.

### Vendredi12 janvier
- Rugby à XV, cinquième journée de la Coupe d'Europe :

SU Agen 26-18 Gloucester RFC ;
Biarritz olympique 45-3 Rugby Parme.

### Samedi13 janvier
- Football américain, Play-Offs NFL, play-off de division :
  - Baltimore Ravens 6-15 Indianapolis Colts
  - New Orleans Saints 27-24 Philadelphia Eagles
- Rugby à XV, cinquième journée de la Coupe d'Europe :
  - Benetton Trévise 21-40 Castres olympique ;
  - London Wasps 22-14 USA Perpignan ;
  - Leinster 49-10 Edinburgh ;
  - Rugby Calvisano 11-29 Sale Sharks ;
  - Leicester Tigers 34-0 Cardiff Blues ;
  - London Irish 24-26 Stade toulousain ;
  - Ulster 11-35 Llanelli Scarlets.

### Dimanche14 janvier
- Football américain, Play-Offs NFL, play-off de division :
  - Chicago Bears 27-24 Seattle Seahawks
  - San Diego Chargers 21-24 New England Patriots
- Rugby à XV, cinquième journée de la Coupe d'Europe :
  - Ospreys 22-22 Stade français Paris ;
  - CS Bourgoin-Jallieu 27-30 Munster ;
  - Border Reivers 19-29 Northampton Saints .
- Sport hippique : Niky, drivé par Bernard Piton, remporte le Prix de Belgique, dernière épreuve préparatoire au Prix d'Amérique.

### Lundi15 janvier
- Tennis , Open d'Australie 2007 : début des internationaux d'Australie à Melbourne. Le suisse Roger Federer et la française Amélie Mauresmo, tenants du titre, passent le premier tour.

### Jeudi18 janvier
- Automobile, Rallye : pour l'ouverture de la saison 2007 du championnat du monde des rallyes, le triple champion du monde Sébastien Loeb  (Citroën C4) remporte les deux premières spéciales du rallye Monte-Carlo et occupe la tête du classement à l'issue de la première journée, devant son coéquipier espagnol Daniel Sordo (2e), sur l'autre Citroën C4 officielle (à 23") et le Finlandais Marcus Grönholm (Ford Focus RS) (3e) (à 29").

### Vendredi19 janvier
- Handball, Championnat du monde : l'Allemagne, pays organisateur, remporte le match d'ouverture contre le Brésil par 27 à 22.
- Rugby à XV, sixième journée de la Coupe d'Europe :
  - Edinburgh 7-19 SU Agen ;
  - Gloucester RFC 13-19 Leinster.

### Samedi20 janvier
- Rugby à XV, sixième journée de la Coupe d'Europe :
  - Castres olympique 13-16 London Wasps;
  - USA Perpignan 45-25 Benetton Trévise;
  - Stade français Paris 47-6 Rugby Calvisano;
  - Sale Sharks 7-18 Ospreys ;
  - Cardiff Blues 27-24 CS Bourgoin-Jallieu;
  - Munster 6-13 Leicester Tigers;
  - à noter la victoire des anglais de Leicester sur le terrain de Thomond Park à Limerick pour la première défaite à domicile du Munster depuis le début de la Coupe d'Europe.
- Ski, Snowboard, Championnats du monde de snowboard 2007 : la France termine la compétition en tête du tableau des médailles avec trois titres devant la Suisse, deux titres pour sept médailles.

### Dimanche21 janvier
- Automobile, Rallye, Championnat du monde des rallyes 2007 : le Français Sébastien Loeb (Citroën) remporte le rallye Monte-Carlo pour la première sortie de sa nouvelle voiture, la C4.

- Auto-Moto, Rallye-raid, Rallye Paris-Dakar : le Français Stéphane Peterhansel s'impose en voiture sur une Mitsubishi devant Luc Alphand et Jean-Louis Schlesser. En moto, le Français Cyril Despres (KTM) enlève son second succès sur le Dakar.

- Football américain, Play-Offs NFL, finales de conférences :
  - Chicago Bears 39-14 New Orleans Saints ;
  - Indianapolis Colts 38-34 New England Patriots.

- Rugby à XV, sixième journée de la Coupe d'Europe :
  - Llanelli Scarlets 20-16 London Irish;
  - Stade toulousain 28-13 Ulster;
  - Rugby Parme 39-30 Border Reivers;
  - Northampton Saints 8-17 Biarritz olympique;
  - les huit qualifiés pour les quarts de finale sont : Biarritz olympique, Llanelli Scarlets, London Wasps, Leicester Tigers, Paris Stade français, Leinster, Munster et  Northampton Saints.

- Sport hippique : One du Rib remporte le Prix de Cornulier.

### Mercredi24 janvier
- Hockey sur glace, LNH, Match des étoiles de la LNH : la 55e édition du match des étoiles se déroule à Dallas. Le français Cristobal Huet est le premier français à avoir l'honneur de participer à cet événement. La sélection de la Conférence est, a été battu par l'Ouest, 12-9.
- Patinage artistique, Championnats d'Europe de patinage artistique : le couple allemand formé par Aljona Savchenko et Robin Szolkowy devient champion d'Europe.

### Jeudi25 janvier
- Patinage artistique, Championnats d'Europe de patinage artistique : le français Brian Joubert remporte son deuxième titre européen, devant le tchèque Tomáš Verner et le belge Kevin Van Der Perren.
- Tennis, demi-finales dames de l'Open d'Australie 2007 :
  - Serena Williams  - Nicole Vaidišová [n°10] : 7-6 (5), 6-4;
  - Maria Sharapova  [n°1]- Kim Clijsters  [n°4] : 6-4, 6-2.
- Tennis, demi-finale hommes de l'Open d'Australie 2007 : Roger Federer [n°1] - Andy Roddick [n°6] : 6-4, 6-0, 6-2. Le N° 1 mondial disputera sa onzième finale dans un tournoi Grand Chelem, égalant ainsi les performances passées de John McEnroe, Mats Wilander et Stefan Edberg.

### Vendredi26 janvier
- Football : 
  - Michel Platini est élu président de l'UEFA par 27 voix contre 23 face au sortant, le Suédois Lennart Johansson.
  - L'Olympique lyonnais devient le premier club français à être introduit en bourse.
- Patinage artistique, Championnats d'Europe de patinage artistique : le couple français formé par Isabelle Delobel et Olivier Schoenfelder devient champion d'Europe de danse sur glace.
- Tennis, demi-finale hommes de l'Open d'Australie 2007 : Tommy Haas [n°12] - Fernando González [n°10], 1-6, 3-6, 1-6.

### Samedi27 janvier
- Patinage artistique, Championnats d'Europe de patinage artistique : l'Italienne Carolina Kostner est championne d'Europe devant la Suissesse Sarah Meier et la Finlandaise Kiira Korpi. Pour la première fois depuis 25 ans, les Russes ne remportent aucun des quatre titres continentaux. Avec deux titres, la France termine première du tableau des médailles.
- Tennis, Open d'Australie 2007, finale - dames : Serena Williams - Maria Sharapova [n°1] -  : 6-1, 6-2. Retour gagnant pour la cadette des sœurs Williams face à la nouvelle numéro 1 mondiale. Il s'agit du huitième succès en simple en tournoi du Grand Chelem pour Serena et son troisième à Melbourne après ses victoires en 2003 et 2005. Sharapova était assurée, avant même cette finale, de reprendre dès lundi prochain la première place du classement WTA.

### Dimanche28 janvier
- Cyclisme, Championnat du monde de cyclo-cross : le belge Erwin Vervecken remporte son deuxième titre consécutif de champion du monde à Hooglede-Gits en Belgique. Chez les femmes, victoire de la française Maryline Salvetat.
- Sport hippique: le 86e Prix d'Amérique est remporté par Offshore Dream drivé par Pierre Levesque. C'était le dernier pour le crack Jag de Bellouet.
- Tennis, finale hommes de l'Open d'Australie 2007 : Roger Federer ([n°1] - Fernando González) [n°10] -  : 7-6(2), 6-4, 6-4. Le Suisse Federer remporte son dixième tournoi du Grand Chelem.

### Mardi30 janvier
- Football : l'attaquant brésilien Ronaldo, relégué sur le banc de touche au Real Madrid, est transféré au Milan AC.

- Handball, quarts de finale du championnat du monde :
  -  Pologne 28-27  Russie;
  -  Danemark 42-41 (a.p.)   Islande;
  -  Croatie 18-21  France;
  -  Allemagne 27-25  Espagne.